# 釣り堀

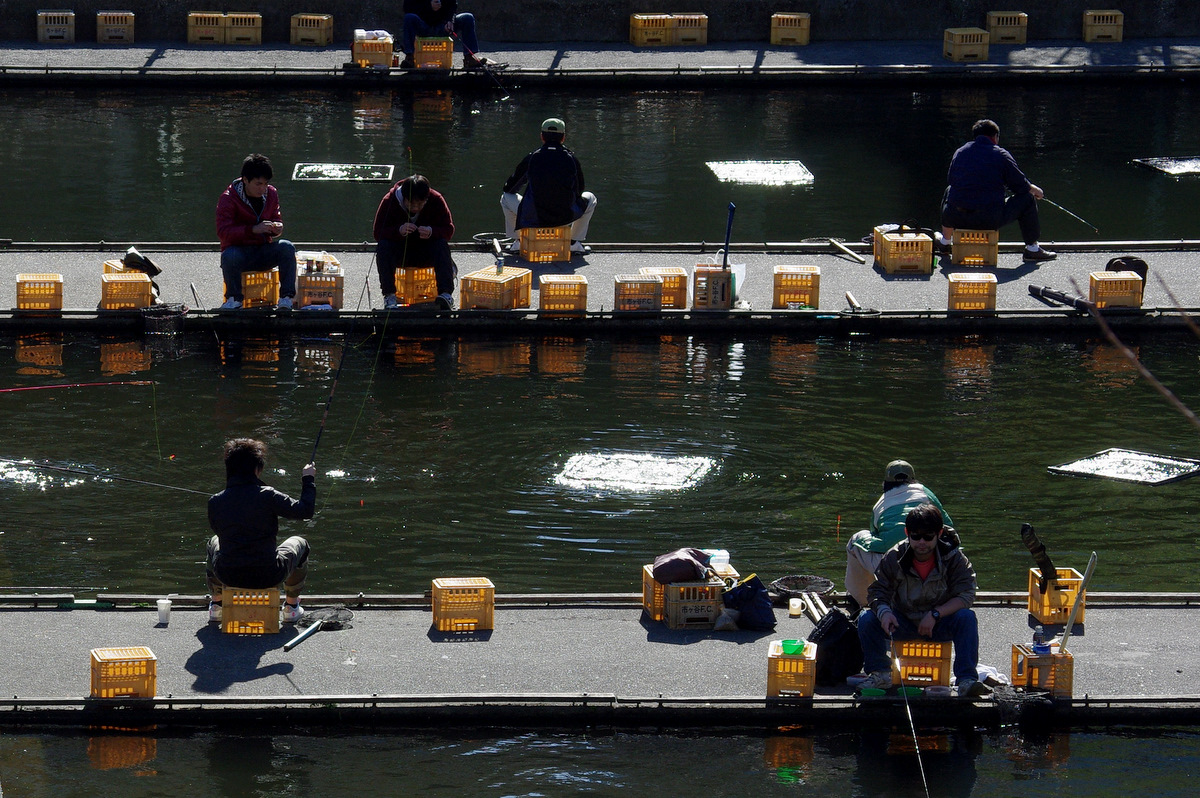
釣り堀の一例 （東京・市ヶ谷フィッシュセンター)

釣り堀（つりぼり）とは、人工的に水面を区画もしくは造成し、魚を放流した上で、客が料金を払い、誰でも釣りが楽しめるようにした場所のことである。娯楽（レジャー・飲食）を目的とし、手軽に釣りを楽しむことができる。繁華街などには、室内に設えた釣堀もある。スポーツフィッシングとしての趣向が強い釣り堀は管理釣り場（かんりつりば）と呼ばれることもある。

## 概要
既にある湖沼、河川、海の一定範囲を区画、もしくは人工的に池を造成した上でその中から魚が流出しないようにし、訪れた客に釣りをさせる場所が釣り堀である。
海に作られる場合には、養殖などで用いられる生け簀を用い、その周りから釣ることになる。このような海の釣り堀を特に海上釣り堀ということがある。
釣った魚に関しては、キャッチ&リリースをしなければならない場所、持ち帰りができる場所、調理をしてもらえる場所（調理料は基本料金に含まれる）、買い取って持ち帰ることができる場所、あるいは買い取らなければならない定めとなっている場所など、営業形態によって様々であり、それに応じて料金も様々である。
釣り堀の起源は明らかでないが、江戸時代、文化、文政の頃に本所、深川などにコイ、フナ、ボラなどの釣り堀があった。そののち流行とともにぜいたくになり、金銀をはめた竿を用い、席を設け、絹布の布団などを用い、酒杯をかたむけながら釣るようになった。やがて時代の変化と共にひとつの博打と化し、釣果に応じて金銭を還元する方式に変化して行き博打釣りを「本釣り」、そうでないものを「楽釣り」と呼ばれたものの、都知事によって本釣りは廃止され楽釣りのみが残され現在に至っている。

## 海上釣り堀
海に設置された釣り堀のことである。
波のない静かな湾内に、一辺10～15mの筏を浮かべ、水中に深さ10m前後の網を張り生簀状態にして、その中に海水魚を放流し、釣り人はその放流された魚を釣る。
養殖用の生簀の縁に足場を付けたものが主流であるが、一部陸上に設置されたプール状の生簀に海水を引き込み魚を放流しているところや、利便性向上のため、陸続きになっている店舗もある。
福井県の若狭湾沿岸、関西の三重県南部、和歌山県中紀、兵庫県家島諸島、大阪南部、瀬戸内地方の広島県や香川県、熊本県の天草諸島などには多くの施設があるが、関東地方には房総半島、伊豆半島に数件ある程度で、西日本を中心に発達したジャンルの釣りである。

## 管理釣り場 （淡水）
釣り堀の中でもスポーツフィッシング、ゲームフィッシング的趣向が強いものを管理釣り場と呼んでいる。民間事業者や漁業協同組合など各種団体が管理運営し、各種養殖魚を放流している。
ニジマスを中心としたサケマス魚類を対象とした管理釣り場、ヘラブナやコイなどを中心とした管理釣り場がある。施設によっては、飲食店・バーベキュー場・キャンプ場などの設備を併設している場所もある。
管理されているフィールドは池（ポンド・リザーバー）タイプと渓流（ストリーム）に分類される。
サケマス魚類が放流されている管理釣り場では原則キャッチ＆リリースのスポーツフィッシングであり、ルアーフィッシングとフライフィッシングを楽しむための釣り場が多い。しかし、こうした管理釣り場の中にも餌釣りやテンカラ釣りができる場所があったり、魚の持ち帰りができる釣り場もある。

### 放流魚種
ニジマス（レインボートラウト）を放流している釣場が多い。ブラウントラウト・ブルックトラウト、コーホーサーモンなどの外来種やイワナ・ヤマメ・イトウなど日本古来の種を放流している釣場もある。
近年はＦ1と呼ばれるサケマス魚類の異種交配した養殖魚を放流されている釣場もある。
また、ブラックバスやホシスズキなどを放流している管理釣り場もある。